# خوش‌خیمی
خوش‌خیمی (انگلیسی: Benignity) به هر گونه بیماری گفته می‌شود که در بلندمدت بی‌خطر باشد. در پزشکی از واژه بدخیمی به عنوان متضاد خوش‌خیمی استفاده می شود.
در سرطان‌شناسی می‌تواند به خوش‌خیم اشاره داشته باشد، در غیراینصورت ممکن است منظور مواردی مانند خستگی مزمن، سرگیجه وضعیتی حمله‌ای خوش‌خیم و هایپرپلازی خوش‌خیم پروستات باشد.